# Конате, Бакари
Бакари́ Конате́ (фр. Bakary Konaté; род. 17 апреля 2003, Бамако) — малийский футболист, защитник клуба «Кривбасс».

## Биография
Родился в столице Мали, городе Бамако. В начале июля 2021 года присоединился к юношеской команде клуба «Вильяверденсе». А уже в начале августа следующего года отправился в аренду в «Салгейруш». На профессиональном уровне дебютировал 17 сентября 2022 года в ничейном (0:0) домашнем поединке 1-го тура Национального чемпионата Португалии против «Гондомара». Бакари вышел на поле в стартовом составе и отыграл весь матч. В сезоне 2022/23 провёл 15 поединков в третьем дивизионе португальского чемпионата.
В конце июня 2023 года вернулся из аренды в расположение «Вилаверденсе». Дебютировал за команду 23 июля 2023 года в проигранном (0:1) домашнем поединке первого раунда Кубка португальской лиги против «Каза Пии». Конате вышел на поле в стартовом составе, а на 80-й минуте его заменил Арманду Лопеш. В Сегунда-лиге дебютировал за «Вилаверденсе» 18 ноября 2023 года в проигранном (0:1) выездном поединке 11-го тура против «Мафры». Бакари вышел на поле на 58-й минуте вместо Жуана Баптишты. В первой половине сезона играл редко, провёл 2 матча в чемпионате и 1 поединок в Кубке лиги. Во второй половине сезона 2023/24 играл чаще, провёл 11 матчей во втором дивизионе португальского чемпионата.
5 июля 2024 года подписал 4-летний контракт с «Кривбассом».